# Plumularia duséni
Plumularia duséni är en nässeldjursart som beskrevs av Jäderholm 1904 . Plumularia duséni ingår i släktet Plumularia, och familjen Plumulariidae. Inga underarter finns listade.